# پریپال سینگ
پریپال سینگ (انگلیسی: Prithipal Singh; ۲۸ ژانویهٔ ۱۹۳۲ – ۲۰ مهٔ ۱۹۸۳) بازیکن هاکی روی چمن اهل هند بود.
وی در مسابقات کشوری و بین‌المللی در مجموع برندهٔ ۱ مدال طلا، ۱ مدال نقره، ۱ مدال برنز شده‌است.